# Yaucourt-Bussus

Yaucourt-Bussus este o comună în departamentul Somme, Franța. În 1 ianuarie 2022 avea o populație de 247 de locuitori.